# Metee-kolen-ol
Dans la mythologie abénaquise, les Metee-kolen-ol sont des sorciers maléfiques qui ont un cœur de glace,.